# 토고의 코로나19 범유행
다음은 토고의 코로나19 범유행 현황에 대한 설명이다.
코로나19 전염병은 2020년 3월에 토고에 도달한 것으로 확인되었다.

## 배경
세계보건기구(WHO)는 12일 2019년 12월 31일 처음 WHO의 주목을 받았던 중화인민공화국 후베이성 우한시의 한 집단에서 신종 코로나바이러스가 호흡기 질환의 원인임을 확인했다. 이 군단은 처음에 우한화난수산물도매시장과 연결되어 있었다. 그러나 실험실 확정 결과가 나온 그 첫 사례들 중 일부는 시장과 연관성이 없었고, 전염병의 근원은 알려져 있지 않다.
2003년 사스와 달리 COVID-19의 경우 치명률은 훨씬 낮았지만, 총 사망자 수가 상당할 정도로 감염 경로는 훨씬 더 컸다. COVID-19는 전형적으로 약 7일 정도의 독감과 유사한 증상을 보이며, 그 후 일부 사람들은 병원에 입원해야 하는 바이러스성 폐렴의 증상으로 발전한다. 3월 19일부터 COVID-19는 더 이상 "높은 결과 감염병"으로 분류되지 않았다.

## 반응
3월 16일 임시 각료회의가 끝난 후 정부는 전염병과 싸우기 위해 XOF 20억 달러의 기금을 설립할 것이라고 발표했다. 그들은 또한 이탈리아, 프랑스, 독일, 스페인에서의 비행 중단, 3주 동안 모든 국제 행사 취소, 최근 고위험 국가에 있었던 사람들에게 자기 격리, 국경 폐쇄, 그리고 100명 이상의 사람들이 참가하는 행사를 3월 19일부터 금지하는 등의 조치를 세웠다.
대규모 집회 금지에 따라 3월 18일 토고 축구 연맹은 경기를 중단했다. 그리고 FILBLEU 문학 축제를 포함한 다른 행사들도 취소되었다.
2021년 9월, 토고는 최근 몇 주 동안 새로운 코로나바이러스 사례가 급증한 후 보건 비상사태를 2022년 9월까지 연장한다. 행정 건물에 대한 접근은 이제 Covid-19 백신 패스를 제시해야 한다.

## 같이 보기
- 아프리카의 코로나19 범유행
- 나라별 코로나19 범유행